# Crocus kosaninii
Crocus kosaninii là một loài thực vật có hoa trong họ Diên vĩ. Loài này được Pulevic miêu tả khoa học đầu tiên năm 1976.